# Benafer
Benafer település Spanyolországban, Castellón tartományban. Benafer Caudiel, Jérica, Pina de Montalgrao és Viver községekkel határos. Lakosainak száma 170 fő (2024).

## Népesség
A település népessége az elmúlt években az alábbi módon változott:
| Lakosok száma | 145  | 145  | 167  | 180  | 177  | 171  | 164  | 152  | 173  | 170  |
|               | 2001 | 2004 | 2006 | 2009 | 2011 | 2014 | 2016 | 2019 | 2021 | 2024 |